# Ника (кинопремия, 2012)
25-я церемония вручения наград национальной кинематографической премии «Ника» за 2011 год состоялась 8 апреля 2012 года в Концертном зале им. М. Магомаева в Крокус Сити Холле (Москва, Россия).
Номинанты были объявлены на пресс-конференции 7 марта 2012 года. Также на пресс-конференции был объявлен лауреат премии в номинации «Честь и достоинство».

## Статистика
Фильмы, получившие несколько номинаций
| Фильм                          | номинации | победы |
| ------------------------------ | --------- | ------ |
| • Жила-была одна баба          | 9         | 6      |
| • Елена                        | 7         | 4      |
| • Высоцкий. Спасибо, что живой | 6         | 2      |
| • Шапито-шоу                   | 5         | -      |
| • Дом                          | 4         | 1      |
| • Мишень                       | 4         | 1      |
| • Сибирь. Монамур              | 3         | 1      |
| • Борис Годунов                | 2         | -      |
| • Два дня                      | 2         | -      |

## Список лауреатов и номинантов
• Победители указаны первыми и выделены отдельным цветом. 
| Категории                           | Лауреаты и номинанты |
| ----------------------------------- | --- |
| Лучший игровой фильм                | • Жила-была одна баба (режиссёр: Андрей Смирнов, продюсеры: Елена и Андрей Смирновы)                                                                           |
| Лучший игровой фильм                | • Высоцкий. Спасибо, что живой (режиссёр: Пётр Буслов, продюсеры: Анатолий Максимов, Константин Эрнст, Николай Попов, Никита Высоцкий, Михаэль Шлихт, Пол Хет) |
| Лучший игровой фильм                | • Елена (режиссёр: Андрей Звягинцев, продюсеры: Александр Роднянский, Сергей Мелькумов)                                                                        |
| Лучший игровой фильм                | • Сибирь. Монамур (режиссёр: Слава Росс, продюсеры: Павел Скурихин, Вадим Жук, Игорь Чекалин, Слава Росс)                                                      |
| Лучший игровой фильм                | • Шапито-шоу (режиссёр: Сергей Лобан, продюсер: Екатерина Герасичева)                                                                                          |
| Лучший неигровой фильм              | • Книга тундры. Повесть о Вуквукае, маленьком камне (режиссёр: Алексей Вахрушев)                                                                               |
| Лучший неигровой фильм              | • Родина или смерть (режиссёр: Виталий Манский) |
| Лучший неигровой фильм              | • Я тебя люблю (режиссёры: Павел Костомаров и Александр Расторгуев)                                                                                            |
| Лучший фильм стран СНГ и Балтии     | • А есть ли там театр? ( Грузия) режиссёр: Нана Джанелидзе, продюсеры: Нана Джанелидзе и Ираклий Трипольский                                                   |
| Лучший фильм стран СНГ и Балтии     | • И не было лучше брата (, ) реж.: Мурад Ибрагимбеков, продюсеры: Александр Швыдкой, Дэвид Шуфутинский                                                         |
| Лучший фильм стран СНГ и Балтии     | • Письма к Ангелу ( Эстония) режиссёр: Салев Кээдус, продюсер: Кайе-Эне Ряяк                                                                                   |
| Лучший фильм стран СНГ и Балтии     | • Презумпция согласия ( Россия, Таджикистан) режиссёр: Фархот Абдуллаев, продюсер: Наталья Иванова                                                             |
| Лучший фильм стран СНГ и Балтии     | • Свинец ( Узбекистан) режиссёр: Зульфикар Мусаков, продюсер: Национальное Агентство «УзбекКино»                                                               |
| Лучший анимационный фильм           | • Ещё раз! (режиссёры: Елена Петрова, Татьяна Окружнова, Наталья Павлычева, Мария Архипова, Екатерина Овчинникова, Алина Яхъяева)                              |
| Лучший анимационный фильм           | • Домашний романс (режиссёр: Ирина Литманович) |
| Лучший анимационный фильм           | • Метель (режиссёр: Мария Муат) |
| Лучшая режиссёрская работа          | • Андрей Звягинцев за фильм «Елена» |
| Лучшая режиссёрская работа          | • Сергей Лобан — «Шапито-шоу» |
| Лучшая режиссёрская работа          | • Андрей Смирнов — «Жила-была одна баба» |
| Лучшая мужская роль                 | • Сергей Гармаш — «Дом» (за роль Виктора Шаманова) |
| Лучшая мужская роль                 | • Пётр Зайченко — «Сибирь. Монамур» (за роль деда Ивана) |
| Лучшая мужская роль                 | • Максим Суханов — «Борис Годунов» (за роль Бориса Годунова)                                                                                                   |
| Лучшая женская роль                 | • Дарья Екамасова — «Жила-была одна баба» (за роль Варвары) |
| Лучшая женская роль                 | • Надежда Маркина — «Елена» (за роль Елены) |
| Лучшая женская роль                 | • Оксана Акиньшина — «Высоцкий. Спасибо, что живой» (за роль Татьяны Ивлевой)                                                                                  |
| Лучшая женская роль                 | • Ксения Раппопорт — «Два дня» (за роль Маши) |
| Лучшая женская роль                 | • Оксана Фандера — «Огни притона» (за роль мамы Любы — хозяйки борделя)                                                                                        |
| Лучшая мужская роль второго плана   | • Роман Мадянов — «Жила-была одна баба» (за роль Баранчика) |
| Лучшая мужская роль второго плана   | • Андрей Мерзликин — «Борис Годунов» (за роль Григория Отрепьева)                                                                                              |
| Лучшая мужская роль второго плана   | • Андрей Панин — «Высоцкий. Спасибо, что живой» (за роль врача Анатолия Нефёдова)                                                                              |
| Лучшая женская роль второго плана   | • Елена Лядова — «Елена» (за роль Катерины) |
| Лучшая женская роль второго плана   | • Евгения Добровольская — «Громозека» (за роль Ларисы Громовой)                                                                                                |
| Лучшая женская роль второго плана   | • Лариса Малеванная — «Дом» (за роль Надежды Петровны) |
| Лучшая женская роль второго плана   | • Ирина Розанова — «Два дня» (за роль Ларисы Петровны) |
| Лучшая сценарная работа             | • Андрей Смирнов — «Жила-была одна баба» |
| Лучшая сценарная работа             | • Александр Миндадзе — «В субботу» |
| Лучшая сценарная работа             | • Олег Негин и Андрей Звягинцев — «Елена» |
| Лучшая сценарная работа             | • Марина Потапова — «Шапито-шоу» |
| Лучшая музыка к фильму              | • Леонид Десятников — «Мишень» |
| Лучшая музыка к фильму              | • Эдуард Артемьев — «Дом» |
| Лучшая музыка к фильму              | • Жак Поляков — «Шапито-шоу» |
| Лучшая операторская работа          | • Михаил Кричман — «Елена» |
| Лучшая операторская работа          | • Александр Ильховский — «Мишень» |
| Лучшая операторская работа          | • Юрий Шайгарданов и Николай Ивасив — «Жила-была одна баба» |
| Лучшая работа звукорежиссёра        | • Владимир Литровник — «Высоцкий. Спасибо, что живой» |
| Лучшая работа звукорежиссёра        | • Сергей Бубенко — «Дом» |
| Лучшая работа звукорежиссёра        | • Андрей Дергачев — «Елена» |
| Лучшая работа звукорежиссёра        | • Андрей Худяков — «Жила-была одна баба» |
| Лучшая работа художника             | • Владимир Гудилин — «Жила-была одна баба» |
| Лучшая работа художника             | • Алёна Кудревич — «Шапито-шоу» |
| Лучшая работа художника             | • Юрий Хариков и Владимир Родимов — «Мишень» |
| Лучшая работа художника по костюмам | • Людмила Гаинцева — «Жила-была одна баба» |
| Лучшая работа художника по костюмам | • Надежда Васильева — «Бедуин» |
| Лучшая работа художника по костюмам | • Татьяна Парфенова, Юрий Хариков, Ирина Милакова и Александр Петлюра — «Мишень»                                                                               |
| Лучшая работа художника по костюмам | • Екатерина Шапкайц — «Высоцкий. Спасибо, что живой» |
| Открытие года                       | • Дмитрий Астрахан (мужская роль второго плана) — «Высоцкий. Спасибо, что живой»                                                                               |
| Открытие года                       | • Михаил Процько (мужская роль) — «Сибирь. Монамур» |
| Открытие года                       | • Константин Буслов (режиссёр) — «Бабло» |
| Открытие года                       | • Ангелина Никонова (режиссёр) — «Портрет в сумерках» |

### Специальные награды
- Приз в номинации «Честь и достоинство» вручён Народному артисту СССР Олегу Валериановичу Басилашвили.
- Специальный приз Совета Академии «За творческие достижения в искусстве телевизионного кинематографа» вручён режиссёру Николаю Досталю за фильм «Раскол».
- Лауреатами Специального приза Совета Академии «За гуманизм» стали учредители фонда «Подари жизнь» актрисы Чулпан Хаматова и Дина Корзун.